# Russische Badmintonmeisterschaft
Russische Meisterschaften im Badminton (russisch Чемпионат России по бадминтону) starteten nach dem Zerfall der Sowjetunion 1992. Die Austragung von Juniorenmeisterschaften begann im selben Jahr. Internationale Titelkämpfe von Russland werden ebenso wie die Mannschaftstitelkämpfe auch seit 1992 ausgetragen.

## Die Titelträger
| Saison | Herreneinzel         | Dameneinzel         | Herrendoppel                           | Damendoppel                             | Mixed                                |
| ------ | -------------------- | ------------------- | -------------------------------------- | --------------------------------------- | ------------------------------------ |
| 1992   | Andrei Antropow      | Natalja Ivanova     | Vyacheslav Jelisarov Sergey Melnikov   | Natalja Ivanova Julia Martynenko        | Andrei Antropow Olga Chernyshova     |
| 1993   | Andrei Antropow      | Marina Yakusheva    | Andrei Antropow Nikolai Sujew          | Natalja Ivanova Julia Martynenko        | Nikolai Sujew Marina Yakusheva       |
| 1994   | Alexey Sidorov       | Marina Andrievskaia | Nikolai Sujew Evgeniy Nazarenko        | Marina Andrievskaia Elena Rybkina       | Nikolai Sujew Marina Andrievskaia    |
| 1995   | Vladislav Tikhomirov | Elena Rybkina       | Nikolai Sujew Pawel Uwarow             | Marina Yakusheva Svetlana Alferova      | Sergey Melnikov Marina Yakusheva     |
| 1996   | Andrei Antropow      | Marina Yakusheva    | Andrei Antropow Nikolai Sujew          | Marina Yakusheva Nadezhda Chervyakova   | Sergey Melnikov Marina Yakusheva     |
| 1997   | Pawel Uwarow         | Ella Karachkova     | Andrei Antropow Nikolai Sujew          | Natalia Gorodnicheva Elena Sukhareva    | Sergey Melnikov Svetlana Alferova    |
| 1998   | Stanislav Pukhov     | Elena Sukhareva     | Andrei Antropow Nikolai Sujew          | Natalia Gorodnicheva Irina Yakusheva    | Vadim Itzkov Elena Sukhareva         |
| 1999   | Pawel Uwarow         | Ella Karachkova     | Pawel Uwarow Vjacheslav Vorobjev       | Nadezhda Chervyakova Natalia Djachkova  | Pawel Uwarow Ella Karachkova         |
| 2000   | Pawel Uwarow         | Marina Yakusheva    | Alexandr Nikolaenko Nikolaj Nikolaenko | Julia Martynenko Irina Ruslyakova       | Artur Khachaturyan Marina Yakusheva  |
| 2001   | Stanislav Pukhov     | Ella Karachkova     | Stanislav Pukhov Andrei Jolobov        | Ella Karachkova Anastasia Russkikh      | Alexandr Russkikh Anastasia Russkikh |
| 2002   | Egor Isotov          | Ella Karachkova     | Alexandr Nikolaenko Nikolai Nikolaenko | Anastasia Russkikh Ekaterina Ananina    | Nikolai Sujew Marina Yakusheva       |
| 2003   | Stanislav Pukhov     | Ella Karachkova     | Stanislav Pukhov Nikolai Sujew         | Natalia Gorodnicheva Elena Sukhareva    | Nikolai Sujew Marina Yakusheva       |
| 2004   | Evgenij Isakov       | Ella Karachkova     | Alexandr Nikolaenko Vitaliy Durkin     | Elena Shimko Marina Yakusheva           | Nikolai Sujew Marina Yakusheva       |
| 2005   | Stanislav Pukhov     | Ella Karachkova     | Alexandr Nikolaenko Vitaliy Durkin     | Anastasia Russkikh Ella Karachkova      | Nikolai Sujew Marina Yakusheva       |
| 2006   | Sergey Ivlev         | Ella Karachkova     | Alexandr Nikolaenko Vitaliy Durkin     | Nina Vislova Valeria Sorokina           | Stanislav Pukhov Marina Yakusheva    |
| 2007   | Stanislav Pukhov     | Ella Karachkova     | Alexandr Nikolaenko Vitaliy Durkin     | Nina Vislova Valeria Sorokina           | Alexandr Nikolaenko Nina Vislova     |
| 2008   | Vladimir Ivanov      | Ella Karachkova     | Alexey Vasiliev Evgeny Dremin          | Nina Vislova Valeria Sorokina           | Alexandr Nikolaenko Nina Vislova     |
| 2009   | Vladimir Malkov      | Ella Karachkova     | Alexandr Nikolaenko Vitaliy Durkin     | Anastasia Russkikh Ekaterina Ananina    | Evgeny Dremin Anastasia Russkikh     |
| 2010   | Stanislav Pukhov     | Ella Diehl          | Alexandr Nikolaenko Vitaliy Durkin     | Nina Vislova Valeria Sorokina           | Alexandr Nikolaenko Valeria Sorokina |
| 2011   | Vladimir Ivanov      | Ella Diehl          | Andrej Ashmarin Nikolai Ukk            | Nina Vislova Valeria Sorokina           | Alexandr Nikolaenko Valeria Sorokina |
| 2012   | Vladimir Ivanov      | Olga Golovanova     | Sergey Lunev Evgeny Dremin             | Nina Vislova Valeria Sorokina           | Alexandr Nikolaenko Valeria Sorokina |
| 2013   | Vladimir Malkov      | Ella Diehl          | Vladimir Ivanov Ivan Sozonov           | Nina Vislova Valeria Sorokina           | Vladimir Ivanov Valeria Sorokina     |
| 2014   | Vladimir Malkov      | Ksenia Polikarpova  | Vladimir Ivanov Ivan Sozonov           | Nina Vislova Anastasia Chervyakova      | Vitaliy Durkin Nina Vislova          |
| 2015   | Vladimir Malkov      | Evgeniya Kosetskaya | Andrej Ashmarin Alexandr Nikolaenko    | Olga Morozova Anastasia Chervyakova     | Evgeny Dremin Evgenija Dimova        |
| 2016   | Vladimir Malkov      | Evgeniya Kosetskaya | Konstantin Abramov Alexandr Zinchenko  | Olga Morozova Anastasia Chervyakova     | Evgeny Dremin Evgenija Dimova        |
| 2017   | Sergey Sirant        | Evgeniya Kosetskaya | Vladimir Ivanov Ivan Sozonov           | Ekaterina Bolotova Alina Davletova      | Ivan Sozonov Evgeniya Kosetskaya     |
| 2018   | Sergey Sirant        | Evgeniya Kosetskaya | Vitaliy Durkin Nikolai Ukk             | Evgeniya Kosetskaya Irina Khlebko       | Rodion Alimov Alina Davletova        |
| 2019   | Vladimir Malkov      | Evgeniya Kosetskaya | Alexandr Zinchenko Nikita Khakimov     | Olga Morozova Anastasia Akchurina       | Rodion Alimov Alina Davletova        |
| 2020   | Vladimir Malkov      | Evgeniya Kosetskaya | Alexandr Zinchenko Nikita Khakimov     | Olga Morozova Anastasia Akchurina       | Rodion Alimov Alina Davletova        |
| 2021   | Vladimir Malkov      | Evgeniya Kosetskaya | Rodion Alimov Konstantin Abramov       | Anastasia Akchurina Evgeniya Kosetskaya | Rodion Alimov Alina Davletova        |
| 2022   | Vladimir Malkov      | Evgeniya Kosetskaya | Vladimir Ivanov Ivan Sozonov           | Alina Davletova Evgeniya Kosetskaya     | Rodion Alimov Alina Davletova        |
| 2023   | Sergey Sirant        | Evgeniya Kosetskaya | Vladimir Ivanov Ivan Sozonov           | Alina Davletova Ekaterina Malkova       | Ivan Sozonov Anastasia Akchurina     |
| 2024   | Sergey Sirant        | Evgeniya Kosetskaya | Alexandr Zinchenko Artur Pechenkin     | Anastasia Akchurina Alina Davletova     | Rodion Alimov Mariia Sukhova         |